# Kleczków
Kleczków (niem. Kletschkau lub Klein Kletschkau, krótko po II wojnie światowej nazwa Klęczków) – osiedle Wrocławia w byłej dzielnicy Psie Pole.

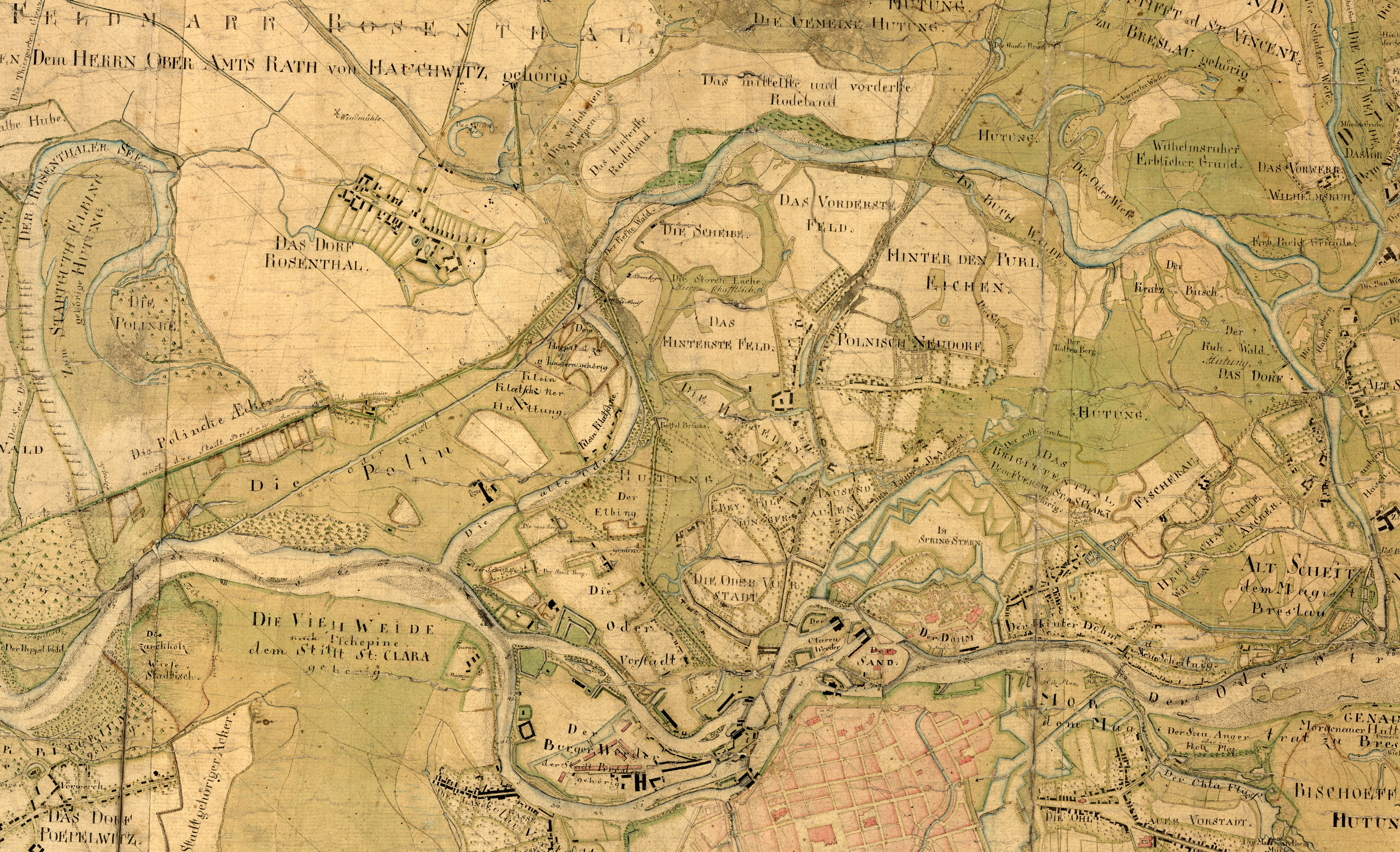
Fragment mapy Wrocławia i najbliższych okolic z 1794 roku;
Kleczków (Klein Klætschke) na północ od miastapółnoc

Osiedle położone jako jedyne w tej dzielnicy na południowym brzegu Starej Odry, którą biegnie jego północna granica. Do około 1794 roku, kiedy zrealizowano regulację Starej Odry, polegającą na przeniesieniu jej nurtu kilkaset metrów dalej na północ do wykopanego tam kanału osada Klein Kletschkau znajdowała się na prawym brzegu rzeki, co widoczne jest na zamieszczonej tu mapie z tego okresu.
Od południa granica pomiędzy Kleczkowem a osiedlem Nadodrze biegnie wzdłuż linii kolejowej do Oleśnicy, od zachodu (z Popowicami) wzdłuż głównego nurtu Odry.
Do Wrocławia osada została włączona w 1808 r.
W Kleczkowie, jako peryferyjnym wobec miasta, zlokalizowano m.in. więzienie (Zakład Karny nr 1) i szpital psychiatryczny. W granicach osiedla leży też część infrastruktury odrzańskiego portu miejskiego (Port Miejski we Wrocławiu). W latach 90. XX wieku na Kleczkowie zlokalizowała jeden ze swoich hipermarketów francuska sieć sklepów E.Leclerc.

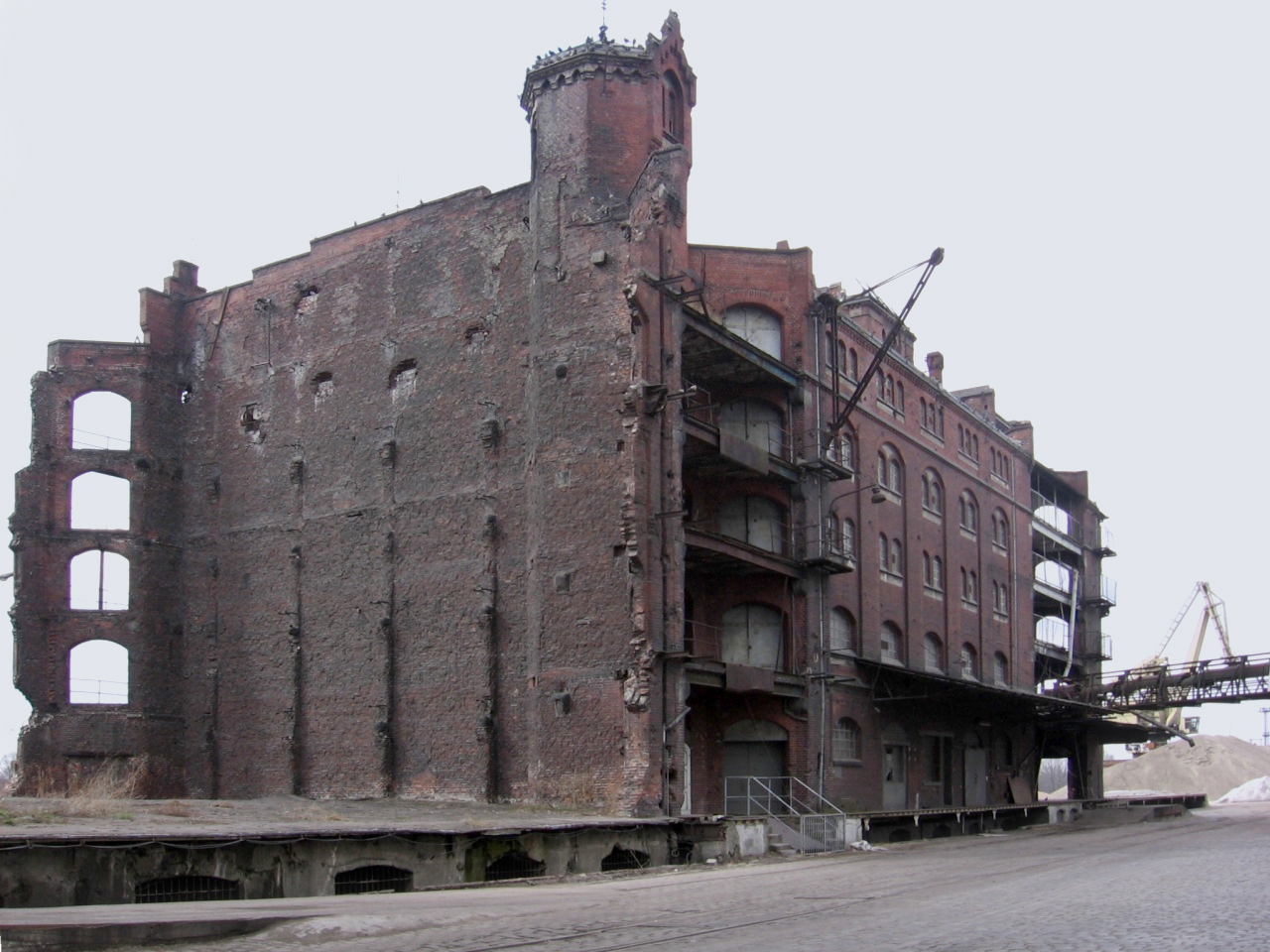
dawny magazyn portowy
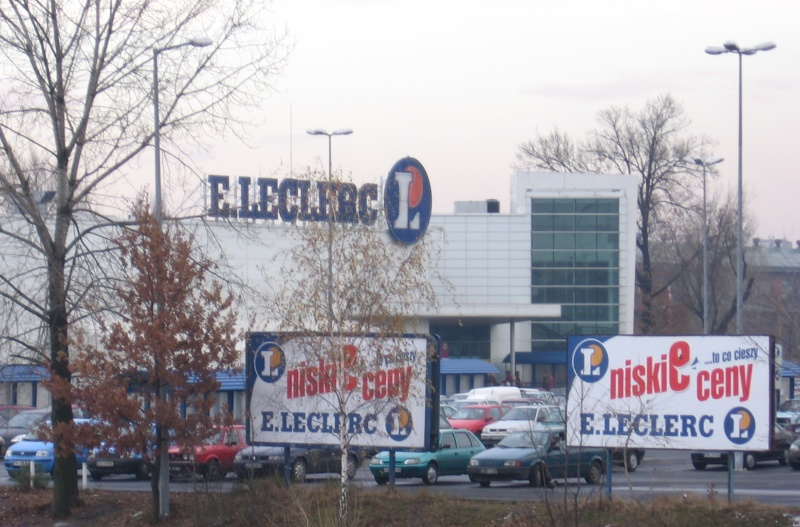
hipermarket na Kleczkowie